# Squamidium brasiliense
Squamidium brasiliense là một loài Rêu trong họ Meteoriaceae. Loài này được (Hornsch.) Broth. miêu tả khoa học đầu tiên năm 1906.